# 向坂正男
向坂 正男（さきさか まさお、1915年4月9日 - 1987年8月3日）は、日本の経済学者。

## 略歴
福岡県大牟田市生まれ。向坂逸郎の弟。1938年東京帝国大学経済学部卒、企画院、満鉄調査部に勤務。戦後、経済企画庁に入り、1962年総合計画局長。1966年日本エネルギー経済研究所を設立、所長となり、その後会長となる。1981年国際エネルギー政策フォーラムを作り議長となる。他に電源開発調整審議会委員、原子力委員会委員、総合エネルギー調査会委員、石炭鉱業審議会委員などを兼任した。

## 著書
- 『電力』日本経済新聞社 日経産業シリーズ　1986

### 共編著
- 『新らしい景気予測 経済統計の見方・使い方』稲葉秀三共編著 日本評論新社 1957
- 『日本産業図説』編 東洋経済新報社 1963
- 『中期経済計画の解説 昭和43年の日本経済』編 日本経済新聞社 1965
- 『日本産業百年史』山口和雄、服部一馬、宮下武平、中村隆英共編 日本経済新聞社 1966
- 『日本産業の課題と展望』共編著 東洋経済新報社 現代の産業 1967
- 『エネルギー産業の将来構図 70年代の変革と創造』編 電力新報社 1970
- 『日本と核時代 朝日市民教室 第3巻 核エネルギー問題の将来』編　朝日新聞社 1970
- 『エネルギー情勢と日本の選択』大島恵一共編 東洋経済新報社 1974
- 『市民のための原子力』大島恵一共編 電力新報社 1976
- 『2000年のエネルギー しのびよる危機と日本の選択』総合研究開発機構共編 日本経済新聞社 1977
- 『エネルギー科学大事典』共編集 講談社 1983

### 翻訳
- カルロ・メッテリ『西ドイツ経済の光と影 エアハルトの実験と成果』塚本健共訳 東洋経済新報社 1963

## 論文
- ＜向坂正男